# Quetigny
Quetigny település Franciaországban, Côte-d’Or megyében. Lakosainak száma 8897 fő (2022. január 1.). Quetigny Varois-et-Chaignot, Chevigny-Saint-Sauveur, Couternon, Dijon és Saint-Apollinaire községekkel határos.

## Népesség
A település népességének változása:
| Lakosok száma | 1219 | 7292 | 9230 | 9546 | 9699 | 9651 | 9557 | 9099 | 8936 | 8897 |
|               | 1968 | 1982 | 1990 | 2006 | 2013 | 2015 | 2017 | 2019 | 2020 | 2022 |